# 十字若望的基督
《十字若望的基督》（Christ of Saint John of the Cross）是萨尔瓦多·达利在1951年完成的一幅名画。这幅画描绘耶稣在十字架上，悬浮在黑暗的天空中，下方的水中有一只船和渔民. 虽然是描述基督受难，但是缺少了钉、血，和荆棘冠冕，因为，达利说，他通过一个梦，相信这些特点会丑化他描绘的基督。
这幅画被称为《十字若望的基督》，因为它的设计是基于16世纪西班牙修士十字若望的一幅图画。对耶稣的描绘，呈现一个三角形（耶稣的双臂）和一个圆（耶稣的头部）。三角形代表三位一体，圆可能是暗指柏拉图思想。达利解释说，在1950年，他做了一个宇宙梦，梦中看到这幅彩色图像。

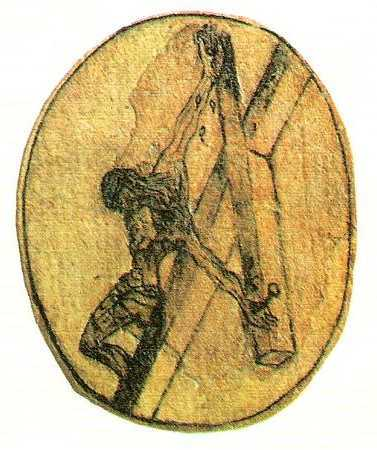
由十字若望所畫的耶穌受難（約1550年），這幅畫啟發了达利

在1950年代初，格拉斯哥公司用8200英镑，当时认为很高的价格，收购这幅画及其知识产权。1961年，画布被一名到博物馆参观的游客用砖破坏，因为这位艺术家的观点降低了这个主题。后来，它得到成功的修复。1993年，这幅画被移到该市的圣蒙哥宗教生活与艺术博物馆，2006年7月返回重新开放的开尔文格罗夫美术馆和博物馆。在2006年，这幅画以29％的选票，当选为苏格兰人最喜爱的绘画。
据说西班牙政府提出出价八千万英镑收购这幅绘画，但遭到拒绝。